# Jeffrey Eugenides
Jeffrey Kent Eugenides (* 8. března 1960 Detroit, Michigan) je americký romanopisec a povídkář. Knižně debutoval roku 1993 románem Sebevraždy panen, který o šest let později zfilmovala režisérka Sofia Coppola. Dosud největšího úspěchu dosáhl Eugenides se svým následujícím románem Hermafrodit (2002), který byl oceněn Pulitzerovou cenou a nominován na celou řadu dalších ocenění.

## Život
Narodil se 8. března 1960 v Detroitu do rodiny s řeckými (po otci) a jižanskými (po matce) kořeny. Vyrůstal na detroitském předměstí Grosse Pointe, které je dějištěm některých jeho próz, především románu Sebevraždy panen. Už od mládí toužil stát se spisovatelem, přičemž věřil, že odborná znalost děl jiných autorů mu v tomto směru pomůže. Na studium anglické literatury na Brownově univerzitě, které dokončil roku 1983, si Eugenides vydělával různě, třeba jako číšník a řidič taxislužby. V mezičase strávil rok na poznávací cestě po Evropě a Asii, kde v indické Kalkatě mj. působil jako dobrovolník Matky Terezy. Po dokončení bakalářského studia přešel na Stanfordovu univerzitu, kde v magisterském programu roku 1986 vystudoval literaturu a tvůrčí psaní.
Na sklonku 80. let se Eugenides přestěhoval do New York City, kde zprvu pracoval v administrativě Akademie amerických básníků (Academy for American Poets) a ve volném čase se věnoval psaní. Roku 1990 vyšel v časopise The Paris Review úryvek z autorova pozdějšího úspěšného debutu Sebevraždy panen.
Od roku 1995 je Eugenides ženatý s fotografkou Karen Yamauchi, s níž má dceru Georgii. V letech 1999 až 2004 žila celá rodina v Berlíně.
Od roku 2007 vyučuje Eugenides tvůrčí psaní na univerzitě v Princetonu.

## Seznam děl
- The Virgin Suicides (1993), č. Sebevraždy panen, přel. Martina Neradová, Host, 2013
- Middlesex (2002), č. Hermafrodit, přel. Ladislav Nagy, BBart, 2009
- The Marriage Plot (2011), č. Hra o manželství, přel. Martina Neradová, Host, 2012